# Тердиман, Джейсон
Дже́йсон Те́рдиман (англ. Jayson Terdiman, 21 декабря 1988, Ист-Страудсберг, Пенсильвания) — американский саночник, выступающий за сборную США с 1998 года. Чемпион мира среди юниоров, многократный призёр национальных первенств, участник зимних Олимпийских игр в Сочи.

## Биография
Джейсон Тердиман родился 21 декабря 1988 года в городе Ист-Страудсберг, штат Пенсильвания. Активно заниматься санным спортом начал в возрасте семнадцати лет, в 2006 году прошёл отбор в национальную сборную и стал принимать участие в различных международных соревнованиях. Первое время выступал в паре с Кристофером Маздзером и показывал довольно неплохие результаты, так, в 2007 году стал чемпионом США среди юниоров, а на молодёжном чемпионате мира в итальянской Чезане выиграл бронзовую медаль в двойках и серебряную в состязаниях смешанных команд. Через год завоевал золото мирового первенства, проходившего на домашней трассе в Лейк-Плэсиде, одержав победу в эстафете, тогда как на двухместных санях финишировал вторым. Также защитил звание молодёжного чемпиона США и выиграл бронзовую медаль на взрослом национальном первенстве.
В 2011 году дебютировал на взрослом чемпионате мира в Чезане, где выступал уже в паре с Кристианом Никкамом, был одиннадцатым, при этом кубковый цикл окончил на десятой строке общего зачёта. На мировом первенстве 2012 года в немецком Альтенберге снова показал одиннадцатое время, а после окончания всех кубковых этапов расположился в мировом рейтинге сильнейших саночников на седьмой строке. В 2014 году Тердиман побывал на Олимпийских играх в Сочи, где финишировал одиннадцатым в мужской парной программе и стал шестым в смешанной эстафете.
Ныне живёт и тренируется в городе Беруик, в свободное от санного спорта время любит играть в бейсбол, баскетбол, футбол, фрисби, кататься на сноуборде. Из музыки предпочитает группу Pearl Jam, любимая книга — «Хроники Нарнии».